# Medeventor nubosus
Medeventor nubosus är en tvåvingeart som beskrevs av Wheeler 2007. Medeventor nubosus ingår i släktet Medeventor och familjen fritflugor.
Artens utbredningsområde är Costa Rica. Inga underarter finns listade i Catalogue of Life.